# ЮКІ (фільм, 2020)
«ЮКІ» — український документальний фільм 2020 року режисера Володимира Мули, найкасовіший документальний фільм за всю історію українського кінотеатрального прокату. Перший український фільм, який доступний для перегляду одночасно на чотирьох світових платформах іноземною мовою.
Вийшов у широкий український прокат 3 грудня 2020 року.

## Синопсис
Цю національність у Північній Америці називають Ukrainians або коротко UKE (ЮКІ — українською). Часопис щільного проживання цього народу з народами континенту настільки довгий, як сама статистика. У вузькій спортивній галузі — грі ключкою і шайбою на льоду, яку називають гаківкою, по-американському — гокеєм, існує традиція: записувати прізвища переможців Кубка Стенлі на сам трофей у вигляді гравіювання. Аналіз переліків таких імен за понад 100 років дав несподіваний результат. Поруч з нащадками британців та французів, що заснували країни США та Канаду, великою за чисельністю йде національність «ЮКІ». Як виявилося, прізвища гравців із українським корінням масово зафіксовані на кільцях срібного кубка. І навіть найкращий гокеїст усіх часів Вейн Грецкі, як з'ясувалося, також має українське походження.

## Гасло
В українському прокаті стрічка була презентована під гаслом «Історія перемог вільних українців».

## У ролях
| Актор            | Роль                                                                                      |
| ---------------- | ----------------------------------------------------------------------------------------- |
| Брюс Драйвер     | переможець Кубка Стенлі у складі Нью-Джерсі Девілс                                        |
| Вейн Грецкі      | Найкращий хокеїст усіх часів, чотириразовий володар Кубка Стенлі у складі Едмонтон Ойлерз |
| Волтер Грецкі    | Батько канадського хокею                                                                  |
| Джефф Чикрин     | переможець Кубка Стенлі у складі Піттсбург Пінгвінс                                       |
| Джонні Буцик     | дворазовий володар Кубка Стенлі у складі Бостон Брюїнс                                    |
| Едді Шек         | чотириразовий володар Кубка Стенлі у складі Торонто Мейпл Ліфс                            |
| Ерік Нестеренко  | володар Кубка Стенлі у складі Чикаго Блекгокс                                             |
| Кен Данейко      | триразовий володар Кубка Стенлі у складі Нью-Джерсі Девілс                                |
| Орест Кіндрачук  | дворазовий володар Кубка Стенлі у складі Філадельфія Флаєрс                               |
| Руслан Федотенко | переможець Кубка Стенлі у складі Тампа-Бей Лайтнінг та Піттсбург Пінгвінс                 |

## У епізодах
| Актор        | Роль                                                              |
| ------------ | ----------------------------------------------------------------- |
| Джері Савчук | син найкращого воротаря НХЛ 1952, 1953, 1955, 1965 Тараса Савчука |
| Келлі Груді  | хокейний аналітик телеканалу Сі-Бі-Сі                             |
| Роман Коваль | історик                                                           |
| Мирон Биць   | Президент УСЦАК                                                   |
| Орест Теплий | приватний колекціонер                                             |

## Творча група
- Режисер-постановник — Володимир Мула
- Сценарій — Микола Васильков
- Оператори-постановники — Олег Шевчишин, Дмитро Шиповський, Олександр Терновий, Станіслав Ткачов
- Консультант — Євген Количев
- Монтаж — Андрій Луннік
- Продюсер — Володимир Мула

## Виробництво

### Кошторис
Проєкт «UKE» став одним із переможців Дванадцятого конкурсного відбору кінопроєктів Держкіно. Частка фінансування Держкіно — ₴4,6 млн від загального кошториса у ₴5,76 млн.

### Фільмування
Робота над фільмом тривала 3 роки. Зйомки картини кілька разів зупинялися через брак фінансування

### Саундтрек
Одним із саундтреків фільму став адаптований до сучасних українських умов варіант пісні Зродились ми великої години. Також у фільмі звучить композиція «Гамерицький край» Христини Соловій.

## Реліз

### Україна
Фільм вийшов в широкий український кінотеатральний прокат 3 грудня 2020 року, дистирб'ютор — B&H. 1 січня 2021 року стрічка стала доступна у всеукраїнському онлайн-прокаті. 8 травня 2021 року відбулася телевізійна прем'єра фільму - до Дня пам'яті і примирення у рамках програми "Вечір з Миколою Княжицьким" на телеканалі "Еспресо".

### Світ
1 серпня 2021 року картина стала доступною [Архівовано 21 липня 2021 у Wayback Machine.] мовою оригіналу на популярному відео-сервісі Amazon Prime Video у Сполучених Штатах Америки та Великій Британії. 13 жовтня 2021 року фільм з'явився на платформі Apple TV у 72-х країнах світу . 
18 жовтня 2021 року стрічка стала доступною на мультимедійному сервісі Google Play.
19 жовтня 2021 року користувачі популярного відеохостингу YouTube також отримали можливість орендувати або придбати перегляд картини.

## Відгуки кінокритиків
Фільм отримав загалом позитивні відгуки від українських кінокритиків. Ярослав Підгора-Гвяздовський зазначає, що фільм є «потрібним і мотивуючим, а найголовніше в ньому — це історії, промовлені в кадрі самими українцями або їхніми родичами». Анастасія Сохач відмітила добру мету фільму розповісти про відомих хокеїстів з українським корінням, проте зазначила, що «іноді стрічка поспішає викласти все й одразу, а оформлення трохи не дотягує до якісного рівня». Марія Степанюк, аналізуючи стрічку, робить висновок, що «віднести стрічку суто до документального кіно складно, як і до суто спортивного. Але її точно можна використати у майбутньому як дослідницьке джерело, адже творці фільму шукали підтвердження кожному наведеному факту у своїй роботі».

## Номінації
4 лютого 2021 року фільм потрапив до короткого списку AIPS Sport Media Awards 2020.
23 квітня 2021 року стрічку «ЮКІ» було номіновано на звання «Найкращий документальний фільм року» у рамках кінопремії «Золота Дзиґа».

## Нагороди
7 травня 2021 року документальну стрічку «ЮКІ» визнано головною медіа-подією року у рамках премії «Ukraine Sports Media Awards – 2020» від Асоціації спортивних журналістів України.

## Цікаві факти

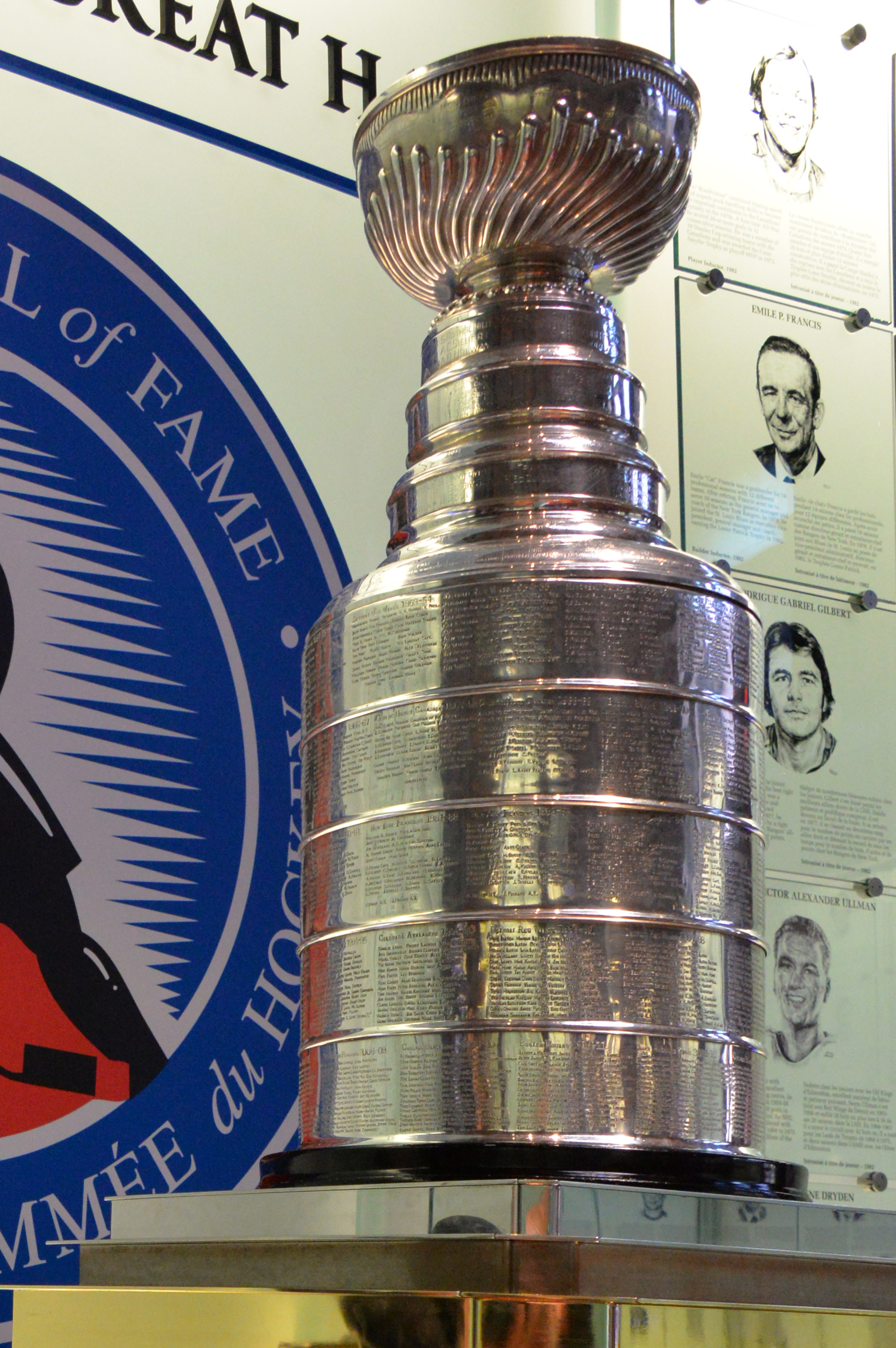
Кубок Стенлі в експозиції Зали слави гокею в Торонто

- Назва фільму «Юкі» — це сленгове слово, яким називають українців у Канаді та США.[10] У хокейному світі «UKE» (скорочене від — Ukrainians) [15].
- Мова фільму в багатьох моментах стилізована під «канадійську українську», наближена до мови самих героїв, навіть слово «гокей» раз-у-раз лунає у м'якій «діаспорній» вимові, на відміну від русифікованого «хокей».
- Володимир Мула тільки під час роботи над фільмом дізнався, що один з героїв, дворазовий володар Кубка Стенлі Орест Кіндрачук, — його земляк. Предки Кіндрачука емігрували з Городенки Івано-Франківської області, де пізніше народився документаліст.
- Фільм повністю авторизований НХЛ — усі логотипи та назви клубів, ідентика та торгові марки використовуються у стрічці на 100 % легально.
- Всього на Кубку Стенлі вибито 57 українських прізвищ. Всі вони перераховуються в кінці фільму.
- Знімальна група провела 4 дні у авто та подолала 6074 км у рамках маршруту Нью-Йорк — Філадельфія — Гаррісбург (Пенсільванія) — Колумбус (Огайо) — Індіанаполіс — Сент-Луїс — Канзас-Сіті (Канзас) — Денвер — Вейл (Колорадо) — Денвер — Канзас-Сіті (Канзас) — Сент-Луїс — Індіанаполіс — Колумбус (Огайо) — Гаррісбург (Пенсільванія) — Аллентаун (Пенсільванія) — Нью-Йорк задля зустрічі із володарем Кубку Стенлі у складі Чикаго Блекгокс Еріком Нестеренком.
- Чотириразовий володар Кубку Стенлі у складі Торонто Мейпл Ліфс Едді Шек не дожив кілька місяців до Прем'єри фільму[16].
- Чотириразовий володар Кубку Стенлі у складі Нью-Йорк Айлендерс Майк Боссі та триразовий переможець Кубку Стенлі у складі Едмонтон Ойлерз Майк Крушельницький відмовилися від участі у зйомках.
- Власник хокейного клубу Оттава Сенаторс Юджин Мельник скасував зустріч зі знімальною групою проєкту за 10 годин до її проведення.
- 11 вересня 2019 року Володимир Мула провів 14 годин у лобі готелю Ritz-Carlton Toronto в очікуванні зустрічі із Вейном Грецкі. Близько 22:25 Найкращий хокеїст усіх часів прошмигнув повз режисера та звів нанівець усі спроби завести розмову[17].
- Вейн Грецкі у фільмі фігурує як Іван. Саме так на камеру його назвав батько Волтер.[18]